# Patrick D'Rozario
Patrick D’Rozario C.S.C. (sinh 1943) là một Hồng y người Banglades của Giáo hội Công giáo Rôma. Ông hiện đảm nhận vị trí Tổng giám mục Tổng giáo phận Dhaka và Chủ tịch Hội đồng Giám mục Banglades.

## Tiểu sử
Hồng y D'Rozario sinh ngày 1 tháng 10 năm 1943, tại Padrishibpur, Banglades. Ngày 14 tháng 6 năm 1962, khi 19 tuổi, chàng trai trẻ quyết định gia nhập Dòng Thánh Giá C.S.C. Sau quá trình tu học, ngày 8 tháng 10 năm 1972, ông được thụ phong chức linh mục.
Ngày 21 tháng 5 năm 1990, Tòa Thánh bổ nhiệm linh mục Patrick D'Rozario làm Giám mục chính tòa Giáo phận Rajshahi. Lễ tấn phong cho tân giám mục được cử hành sau đó vào ngày 12 tháng 9, bởi Giám mục Chủ phong là Theotonius Gomes, C.S.C., Giám mục chính tòa Giáo phận Dinajpur. Hai giám mục phụ phong bao gồm Michael Rozario, Tổng giám mục Tổng giáo phận Dhaka và Piero Biggio, Tổng giám mục Sứ thần Tòa Thánh tại Banglades. Tân giám mục chọn khẩu hiệu:Joy in communion.
Ngày 3 tháng 2 năm 1995, Tòa Thánh thuyên chuyển Giám mục D'Rozario vào vị trí Giám mục chính tòa Giáo phận Chittagong. Ngày 25 tháng 11 năm 2010, Tòa Thánh thăng Giám mục D'Rozario chức vị Tổng giám mục Phó Tổng giáo phận Dhaka. Ông kế vị thành Tổng giám mục chính tòa ngày 22 tháng 10 năm 2011. Từ tháng 12 tháng 11 đến nay, ông là Chủ tịch Hội đồng Giám mục Bangladesh.
Trong Công nghị Hồng y 2016 được cử hành ngày 19 tháng 11, Giáo hoàng Phanxicô vinh thăng Tổng giám mục D'Rozario tước vị Hồng y Nhà thờ Nostra Signora del Santissimo Sacramento e Santi Martiri Canadesi. Ông đã đến nhận nhà thờ Hiệu tòa của mình ngày 13 tháng 5 năm 2017.